# Faronta exoul
Faronta exoul là một loài bướm đêm trong họ Noctuidae.